# Gabriele Paonessa
Gabriele Paonessa (Bologna, 18 aprile 1987) è un ex calciatore italiano, di ruolo centrocampista.

## Carriera

### Dal Bologna al Vicenza
Cresciuto nelle giovanili del Bologna, dove fa tutta la trafila, si affaccia alla prima squadra nella stagione 2004/2005, quando gioca 3 partite in Coppa Italia. La stagione successiva, esordisce anche in Serie B giocando 2 partite.
Nell'estate del 2006 passa in prestito al Vicenza, in Serie B, dove dopo una prima fase d'ambientamento, diventa uno dei punti di forza, soprattutto a partita avviata.

### Il ritorno a Bologna
Nella stagione 2007-2008, viene ceduto di nuovo in prestito con diritto di riscatto per la comproprietà, all'Avellino, dove mette a segno 3 reti, che però non contribuiscono alla salvezza della squadra irpina.
Dopo una stagione incolore nel 2008 ritorna a Bologna. Dopo un inizio stentato, con l'arrivo di Mihajlovic si aprono per lui nuove speranze, infrante però subito prima della trasferta della squadra a Genova (dove sarebbe dovuto partire titolare) per via di un gravissimo infortunio al ginocchio che lo terrà lontano dai terreni di gioco per tutto il resto della stagione agonistica.
Nell'estate del 2009 torna nuovamente in prestito al Vicenza, dove è ancora frenato dagli infortuni.

### Comproprietà col Parma
A fine stagione Bologna e il Parma perfezionano lo scambio di comproprietà che vede Paponi vestire la maglia rossoblu e Paonessa fare il percorso inverso; il giocatore viene quindi girato in prestito al neopromosso Cesena.
In Romagna Paonessa viene dal tecnico Ficcadenti relegato quasi per l'intera stagione in tribuna, preferendogli giovani della primavera: a fine stagione sono zero le presenze in campo e appena qualche apparizione in panchina.
Il giocatore fa ritorno al Parma a fine stagione, ma il 31 agosto 2011 si trasferisce a titolo temporaneo al Gubbio, in serie B. Dopo tanta panchina, debutta il 5 novembre 2011 in Vicenza-Gubbio 3-1, subentrando a Gerbo all'83º minuto di gioco. Il 31 gennaio 2012 il Parma lo gira in prestito per sei mesi al Como, con cui segna all'esordio contro il Foggia il 5 febbraio seguente.

### Parma
Il 22 giugno 2012 la comproprietà con il Bologna viene risolta a favore del Parma che lo gira, il 7 agosto dello stesso anno, in prestito al Perugia.
Nella stagione 2013-14 viene ceduto in prestito al Crotone in Serie B.
Nella stagione 2014-15 ritorna al Parma dove però rimane fuori rosa non collezionando nessuna presenza in campionato.

### Nazionale

#### Under 21
Il 12 dicembre 2006, seppur ancora nel giro dell'Under 20, il CT Casiraghi lo fa debuttare con l'Under 21 nella vittoria contro il Lussemburgo, e alla sua prima partita riesce anche a trovare la via del gol.
Tra il 2006 e il 2008 è sceso in campo sei volte segnando una rete.

### Ritiro e inizio da dirigente
A soli 29 anni, nel 2016, dopo un anno senza squadra decide di ritirarsi dal calcio intraprendendo l'attività di collaboratore tecnico del Granamica

## Statistiche

### Presenze e reti nei club
| Stagione        | Squadra         | Campionato      | Campionato | Campionato | Coppe nazionali | Coppe nazionali | Coppe nazionali | Coppe continentali | Coppe continentali | Coppe continentali | Altre coppe | Altre coppe | Altre coppe | Totale | Totale |
| Stagione        | Squadra         | Comp            | Pres       | Reti       | Comp            | Pres            | Reti            | Comp               | Pres               | Reti               | Comp        | Pres        | Reti        | Pres   | Reti   |
| --------------- | --------------- | --------------- | ---------- | ---------- | --------------- | --------------- | --------------- | ------------------ | ------------------ | ------------------ | ----------- | ----------- | ----------- | ------ | ------ |
| 2004-2005       | Bologna         | A               | 0          | 0          | CI              | 3               | 0               | -                  | -                  | -                  | -           | -           | -           | 3      | 0      |
| 2005-2006       | Bologna         | B               | 2          | 0          | CI              | 2               | 0               | -                  | -                  | -                  | -           | -           | -           | 4      | 0      |
| 2006-2007       | Vicenza         | B               | 26         | 4          | CI              | 0               | 0               | -                  | -                  | -                  | -           | -           | -           | 26     | 4      |
| 2007-2008       | Avellino        | B               | 30         | 3          | CI              | 0               | 0               | -                  | -                  | -                  | -           | -           | -           | 30     | 3      |
| 2008-2009       | Bologna         | A               | 0          | 0          | CI              | 1               | 0               | -                  | -                  | -                  | -           | -           | -           | 1      | 0      |
| Totale Bologna  | Totale Bologna  | Totale Bologna  | 2          | 0          |                 | 6               | 0               |                    |                    |                    |             |             |             | 8      | 0      |
| 2009-2010       | Vicenza         | B               | 11         | 2          | CI              | 0               | 0               | -                  | -                  | -                  | -           | -           | -           | 11     | 2      |
| Totale Vicenza  | Totale Vicenza  | Totale Vicenza  | 37         | 6          |                 | 0               | 0               |                    | -                  | -                  |             | -           | -           | 37     | 6      |
| 2010-2011       | Cesena          | A               | 0          | 0          | CI              | 0               | 0               | -                  | -                  | -                  | -           | -           | -           | 0      | 0      |
| 2011-gen. 2012  | Gubbio          | B               | 1          | 0          | CI              | 1               | 0               | -                  | -                  | -                  | -           | -           | -           | 2      | 0      |
| gen.-giu. 2012  | Como            | PD              | 7          | 2          | CI+CI-LP        | -               | -               | -                  | -                  | -                  | -           | -           | -           | 7      | 2      |
| 2012-gen. 2013  | Perugia         | 1D              | 10         | 1          | CI+CI-LP        | 0+2             | 0+0             | -                  | -                  | -                  | -           | -           | -           | 12     | 1      |
| gen.-giu. 2013  | Crotone         | B               | 2          | 0          | CI              | -               | -               | -                  | -                  | -                  | -           | -           | -           | 2      | 0      |
| 2013-2014       | Parma           | A               | 0          | 0          | CI              | 0               | 0               | -                  | -                  | -                  | -           | -           | -           | 0      | 0      |
| 2014-2015       | Parma           | A               | 0          | 0          | CI              | -               | -               | -                  | -                  | -                  | -           | -           | -           | 0      | 0      |
| Totale Parma    | Totale Parma    | Totale Parma    | 0          | 0          |                 | 0               | 0               |                    | -                  | -                  |             | -           | -           | 0      | 0      |
| Totale carriera | Totale carriera | Totale carriera | 89         | 12         |                 | 9               | 0               |                    | -                  | -                  |             | -           | -           | 98     | 12     |

## Palmarès

### Club

#### Competizioni giovanili
- Torneo Città di Vignola: 2

Bologna: 2004, 2005